# Василий Аргир
Василий Аргир (на средногръцки: Βασίλειος Ἀργυρός) е византийски аристократ, брат на император Роман III Аргир.
Според историята на Йоан Скилица Василий Аргир е стратегът на Самос, пратен да потуши бунта на лангобардите в Италия около 1010 – 1011 г. Възможно е обаче Скилица да е объркал Василий Аргир с неговия съвременник Василий Месардонит, който се споменава в изворите като катепан на Италия. От друга страна, Василий Аргир вероятно е бил флотският командир, изпратен да помогне на Месардонит в потушаването на бунта в Италия Съществува и теория, според която Василий Аргир и Василий Месардонит са една и съща личност. Василий Аргир е отзован от Италия около 1017 г., а през 1022 г. той се споменава като първи катепан на Васпуракан – бившата арменска държава, която е подчинена от император Василий II през 1021 – 22. От тази длъжност Аргир е отстранен поради некомпетентност и на негово място е назначен Никифор Комнин. За по-нататъшното развитие на кариерата му може да се направят изводи от информацията, съдържаща се в един негов печат, открит в Преслав, на който той е споменат като патриций и стратег на Тракия.
Семейството на Василий Аргир е използвано за уреждане на отношенията на империята с източните ѝ съседи. През 1032 г. неговата дъщеря Елена е омъжена за грузинския цар Баграт IV като част от условията за прекратяване на войната между Византия и Грузия, договорени от грузинската царица майка Мириам по време на гостуването ѝ в Контантинопол през същата година. Йоан Скилица от своя страна споменава синовете на Василий Аргир като архонти, които живеели в тема Анатоликон в средата на XI в. Друга дъщеря на Василий Аргир, чието име не е запазено, е омъжена за военачалника Константин Диоген и ражда бъдещия император Роман IV Диоген.